# Mariä Heimsuchung (Drosendorf am Eggerbach)

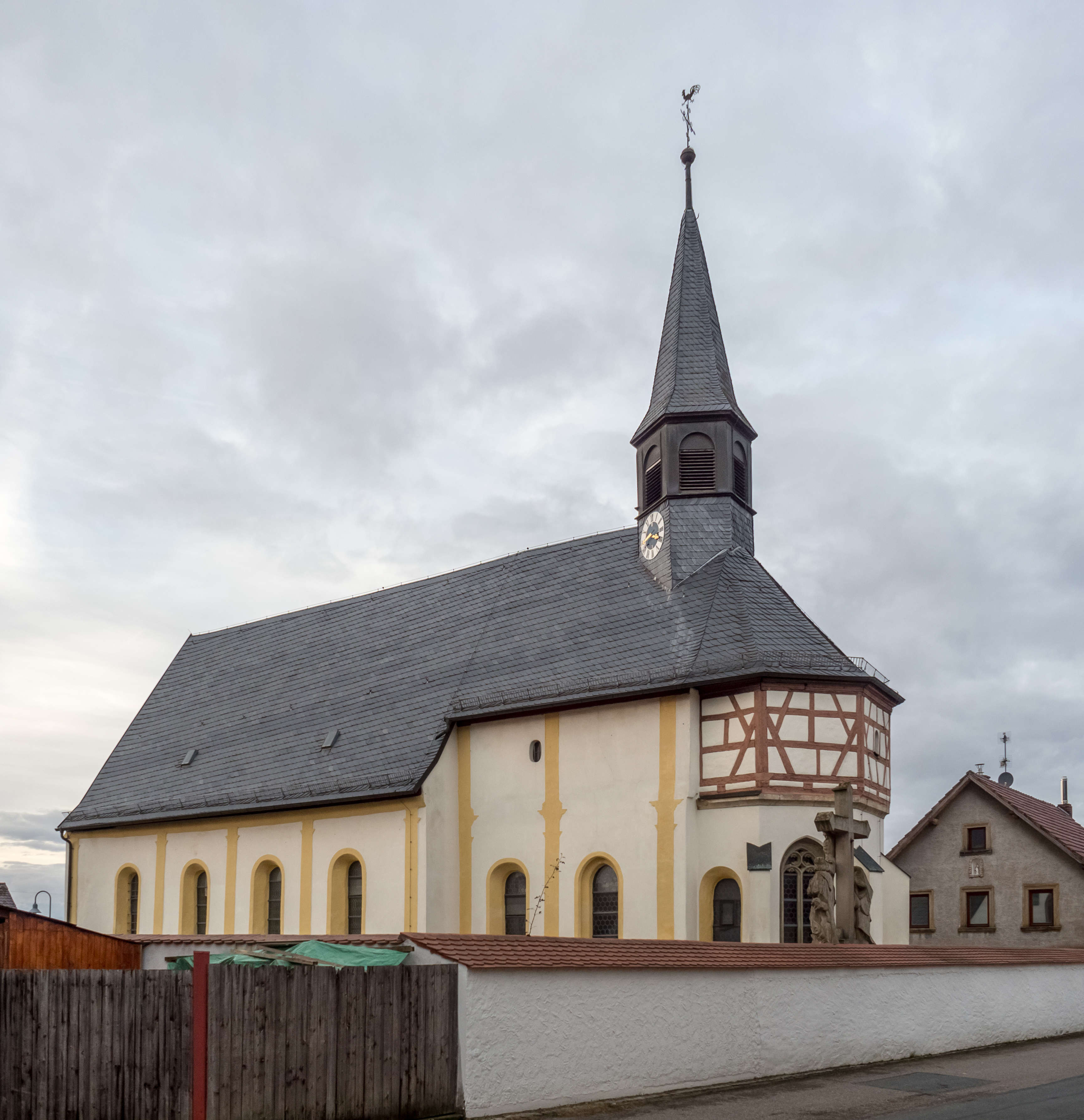
Mariä Heimsuchung (Drosendorf)

Die römisch-katholische Pfarrkirche Mariä Heimsuchung ist ein denkmalgeschütztes Kirchengebäude in Drosendorf am Eggerbach, einem Gemeindeteil des Marktes Eggolsheim im Landkreis Forchheim (Oberfranken, Bayern). Das Bauwerk ist unter der Denkmalnummer D-4-74-123-72 als Baudenkmal in der Bayerischen Denkmalliste eingetragen. Die Pfarrei gehört zum Seelsorgebereich Jura/Aisch im Dekanat Forchheim des Erzbistums Bamberg.

## Beschreibung
Der älteste Teil der Saalkirche war die um 1888 abgebrochene Sakristei. Der Chor aus zwei Jochen mit einem eingezogenen 5/8-Schluss, der außen von Strebepfeilern gestützt wird und innen mit einem Netzgewölbe überspannt ist, wurde 1520 erbaut. An ihn wurde um 1664 das Langhaus aus vier Jochen angebaut. 1710 wurde der Schluss des Chores mit einem Geschoss aus Holzfachwerk aufgestockt, das bei der Renovierung 1981 freigelegt wurde. Aus dem Satteldach des Chors erhebt sich ein achteckiger, mit einem spitzen Helm bedeckter Dachreiter, der die Turmuhr und den Glockenstuhl enthält. Als die Wände der Kirche 1736 neu verputzt wurden, erhielten sie eine Gliederung mit Pilastern. 
Zur Kirchenausstattung gehört neben den beiden barocken Seitenaltären ein um 1722 von Johann Michael Doser gebauter Hochaltar. Die Säulen und die Statue der Maria mit dem Jesuskind aus dem 15. Jahrhundert wurden vom alten Altar übernommen. Der Auszug des Altars zeigt eine Relief der Hl. Dreifaltigkeit.  Auf der Brüstung der 1712 gebauten Kanzel sind die vier Evangelisten zu sehen. Auf dem Schalldeckel ist Maria dargestellt. Der Kreuzweg stammt aus dem 18. Jahrhundert. Die Statuen des heiligen Wendelin und der heiligen Notburga schuf Friedrich Theiler.